# Армас Отто Вяйсянен
Армас Отто Вяйсянен (фін. Armas Otto Väisänen) (9 квітня 1890 — 18.07.1969) — фінський фольклорист-музикознавець, збирач та дослідник усної народної творчості фіно-угорських народів. 

## Біографія
Вяйсянен народився в Савонранті. Його музичні здібності були помічені ще в дитинстві, коли кантор парафіяльної церкви взяв його в помічники для натискання педалей церковного органу під час служби. Помітивши його обдарованість місцевий учитель народної школи відправив його на навчання до ліцею в м. Савонлінна. Він сам навчився грати на скрипці і посилав зібрані ним невеликі колекції мелодій в Товариство фінської літератури (в структурі Товариства був і музичний відділ). Потім музикант навчався в Університеті в Гельсінкі і одночасно навчався грі на скрипці в оркестровій школі Гельсінського філармонічного Товариства. Теорії музики його вчили Ільмарі Крон і Армас Лауніс.
За стипендією Фіно-угорського товариства Вейсанен, у 1914 році, вирушив в експедицію Російською імперією, щоб зібрати фіно-угорські народні мелодії. Маршрут його подорожі повторював маршрут Г. Паасонена. Вяйсянен  прагнув відвідати ті ж місця, що відвідав його попередник, з тією лише різницею, щоб доповнити записи Паасонена мелодіями пісень. Він здійснив експедицію до Мордовії, Інгрії, Вепсляндії, Російської Карелії. Його діяльність також позначила новий етап в історії колекціонування народних пісень сето в Південній Естонії. Після першої поїздки у 1912 р. він здійснив ще 6 польових експедицій до Естонії між 1912–1923 роками.
У 1939 р. Вяйсянен презентував свою кандидатську дисертацію, написану німецькою мовою, на тему фольклорної музики обсько-угорської мовної групи Untersuchungen über die Ob-ugrischen Melodien: eine vergleichende Studien nebst methodischer Einleitung.

## Дослідження ерзянського та мокшанського фольклору
У 1914 р. виконав фонографний запис ерзянських та мокшанських пісень та інструментальних мелодій в с. Мордовський Бугуруслан, Пронькіно, Середньовка, Вечканово Бугурусланського пов. і с. Боріскіно та Н. Шентала Бугульмінського пов. (територія сучасної Оренбурзької обл. та Республіки Татарстан). Нотації мелодій, пісень та мотивів опублікував у своїй праці "Mordwinische Melodien" (Гельсінкі, 1948). У збірнику представлені 143 пісні, 59 інструментальних мелодій, що містять також і переклади пісень німецькою мовою. У передмові до збірника Вяйсянен відзначив різноманітність жанрових і стильових видів ерзянських та мокшанських пісень, наявність традицій сольного та хорового виконання, зв'язок поетичного тексту пісень з мотивами мелодії.
Також він залишив унікальні колекції світлин, які нині зберігаються у фотоархіві Музейного Відомства Фінляндії і в архіві Товариства Kalevalaseura (Калевальського Товариства). 
Праці Вяйсенена вважаються фундаментальними з точки зору вивчення ерзянської та мокшанської фольклористики. У Фінляндії, послідовниками Вяйсенена, засновано етномузикологічне товариство, що носить ім'я вченого (очільник — Х.Л. Піткянен).  

## Галерея

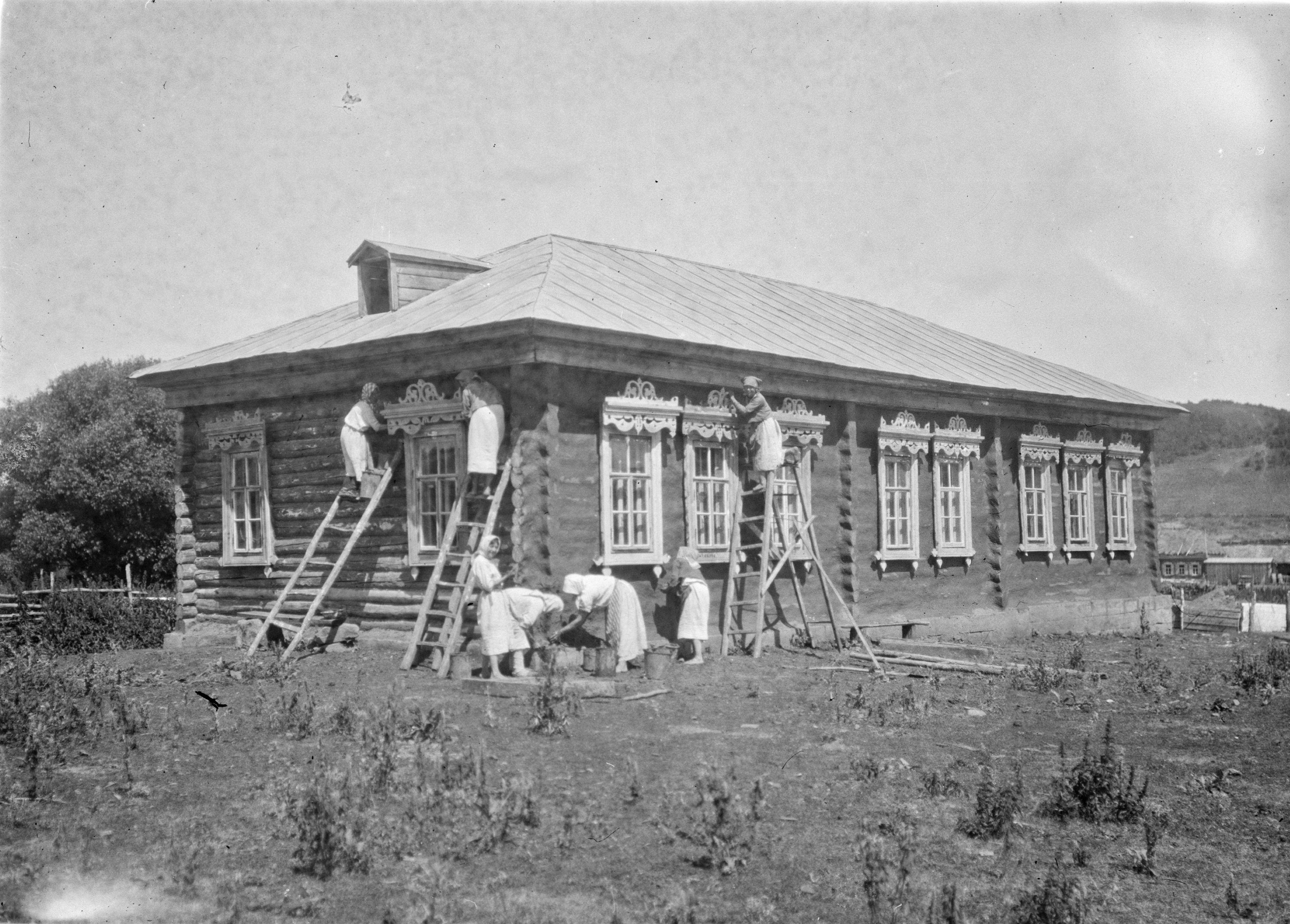
Штукатурять школу. Село Середньовка Бугурусланського р-ну Самарської обл. — 1914 р.
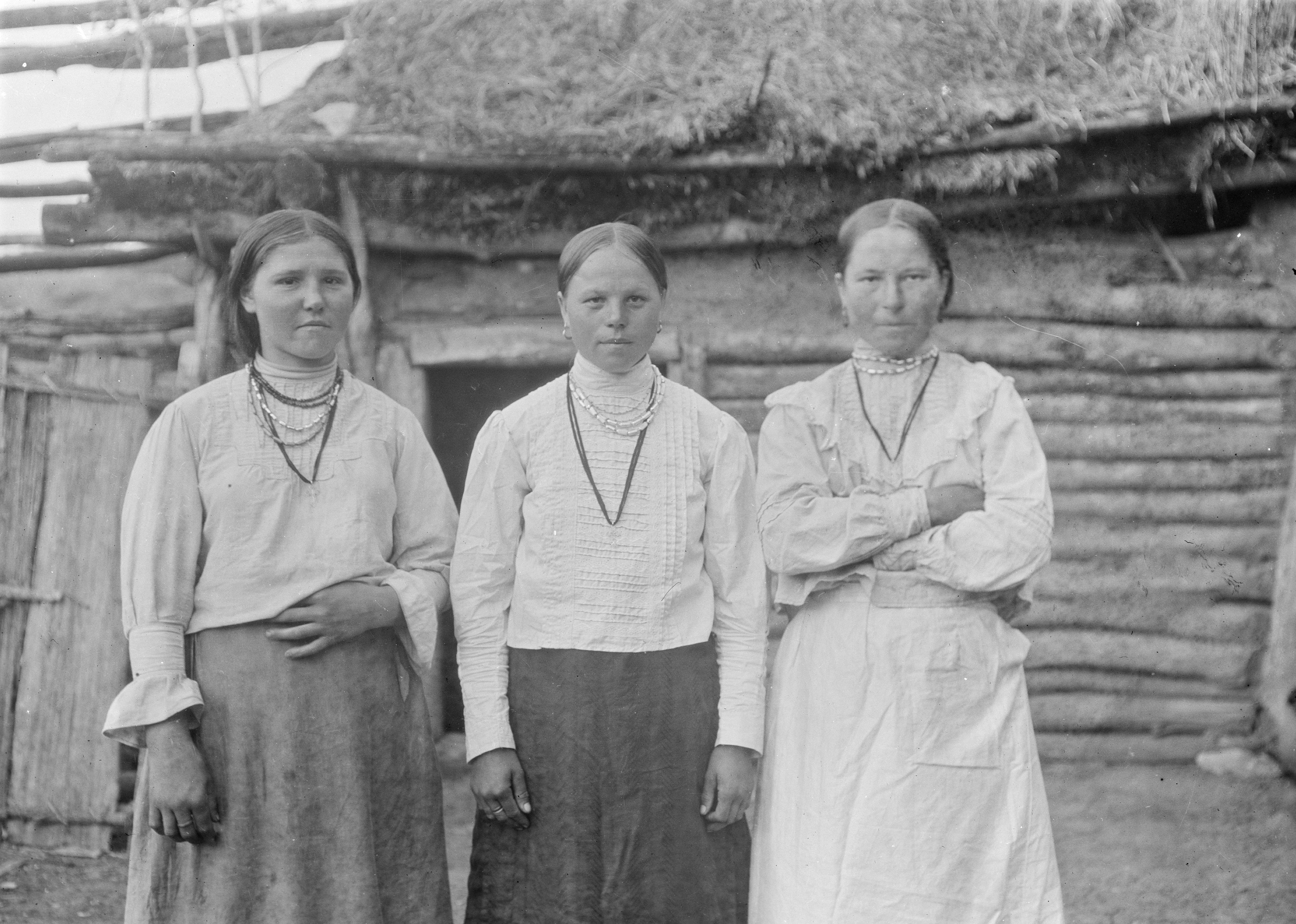
Ерзянський жіночий хор. Село Середньовка Бугурусланського р-ну Самарської обл. — 1914 р.
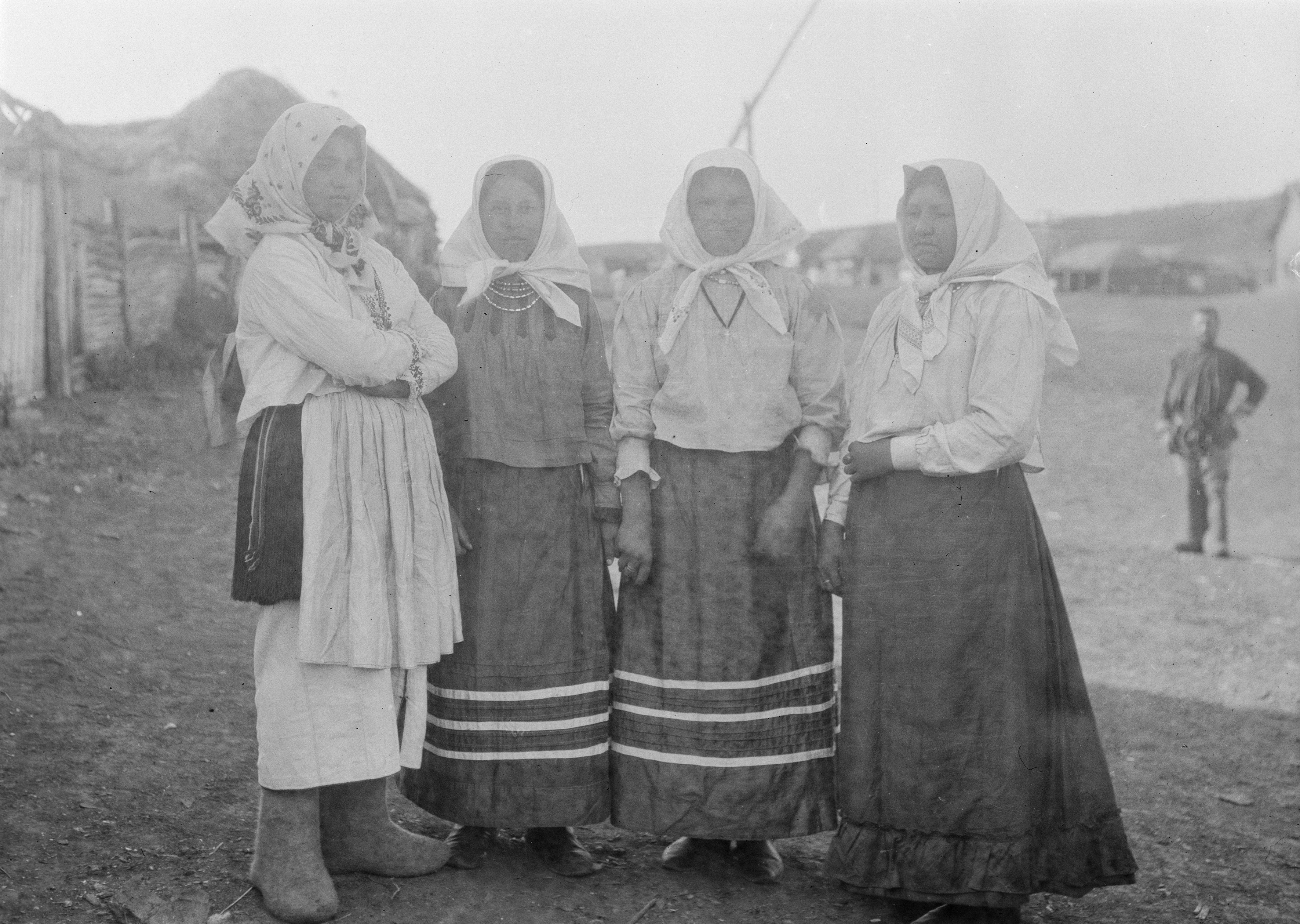
Ерзянський жіночий хор. Дівчина зліва вдягнена в ерзянський стрій. На ній видно панар (ерз. panar — "сорочка") і пулакаш (ерз. pulakš — деталь одягу, що покриває стегна). Село Середньовка Бугурусланського р-ну Самарської обл. — 1914 р.
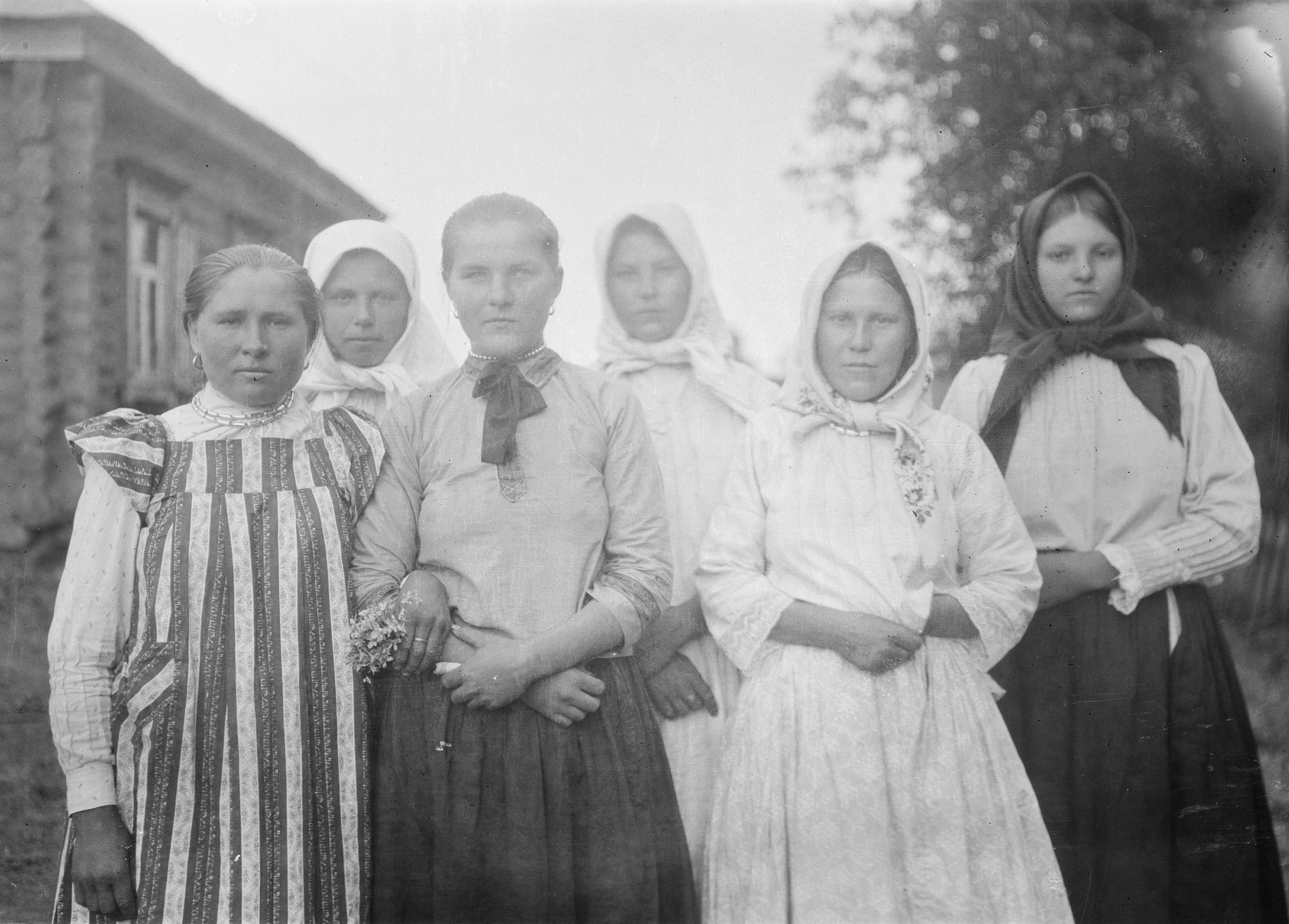
Ерзянські дівчата: Таня, Маринка, Анка, Ося и Анка. Село Ерзянський Бугуруслан Бугурусланського р-ну Самарської обл. — 1914 р.
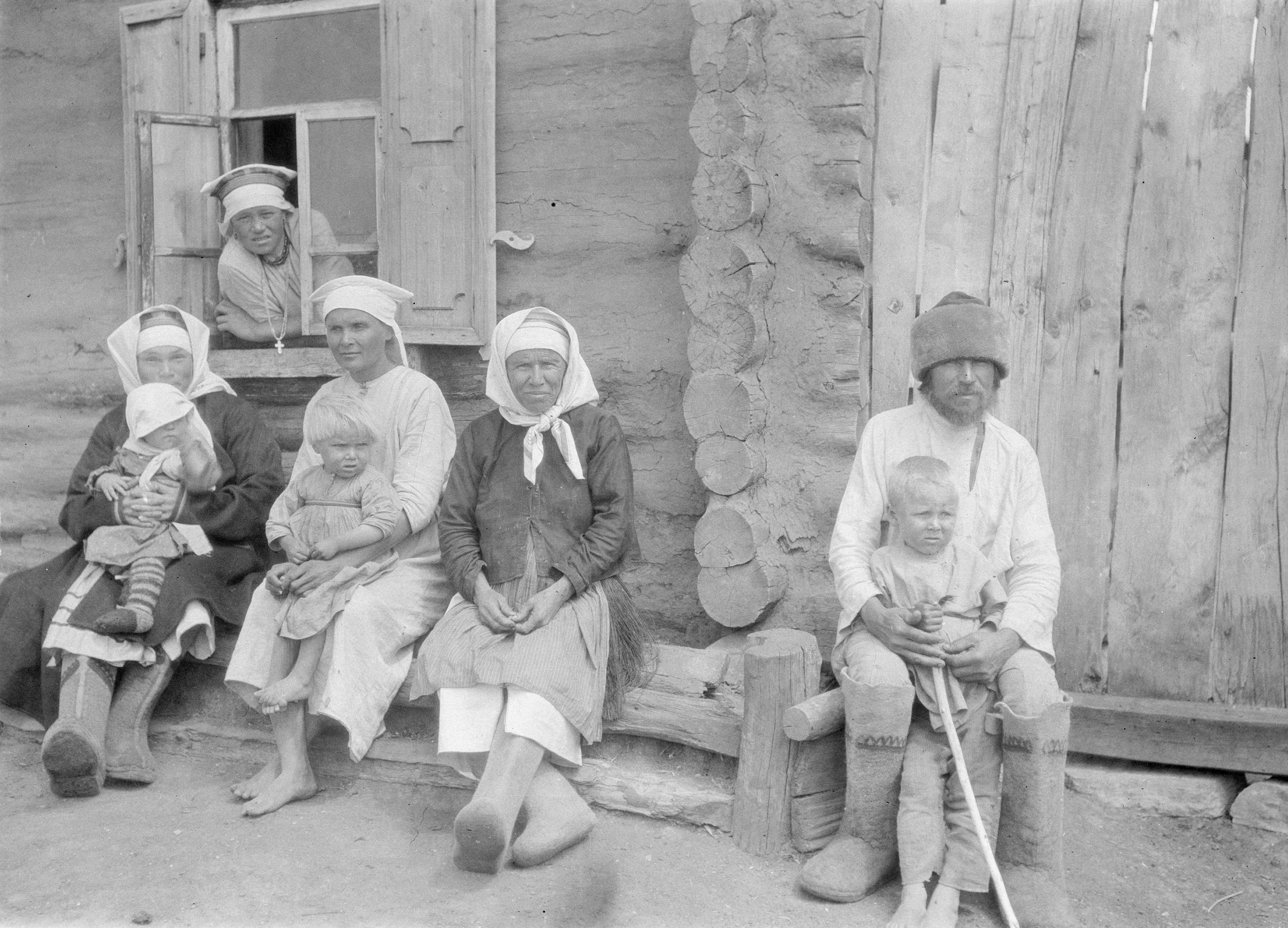
Традиційний спосіб проведення часу після відвідин Літургії. Літні люди з дітьми відпочивають біля стіни дому. Святковий день (ймовірно неділі). Село Середньовка Бугурусланського р-ну Самарської обл. — 1914 р.
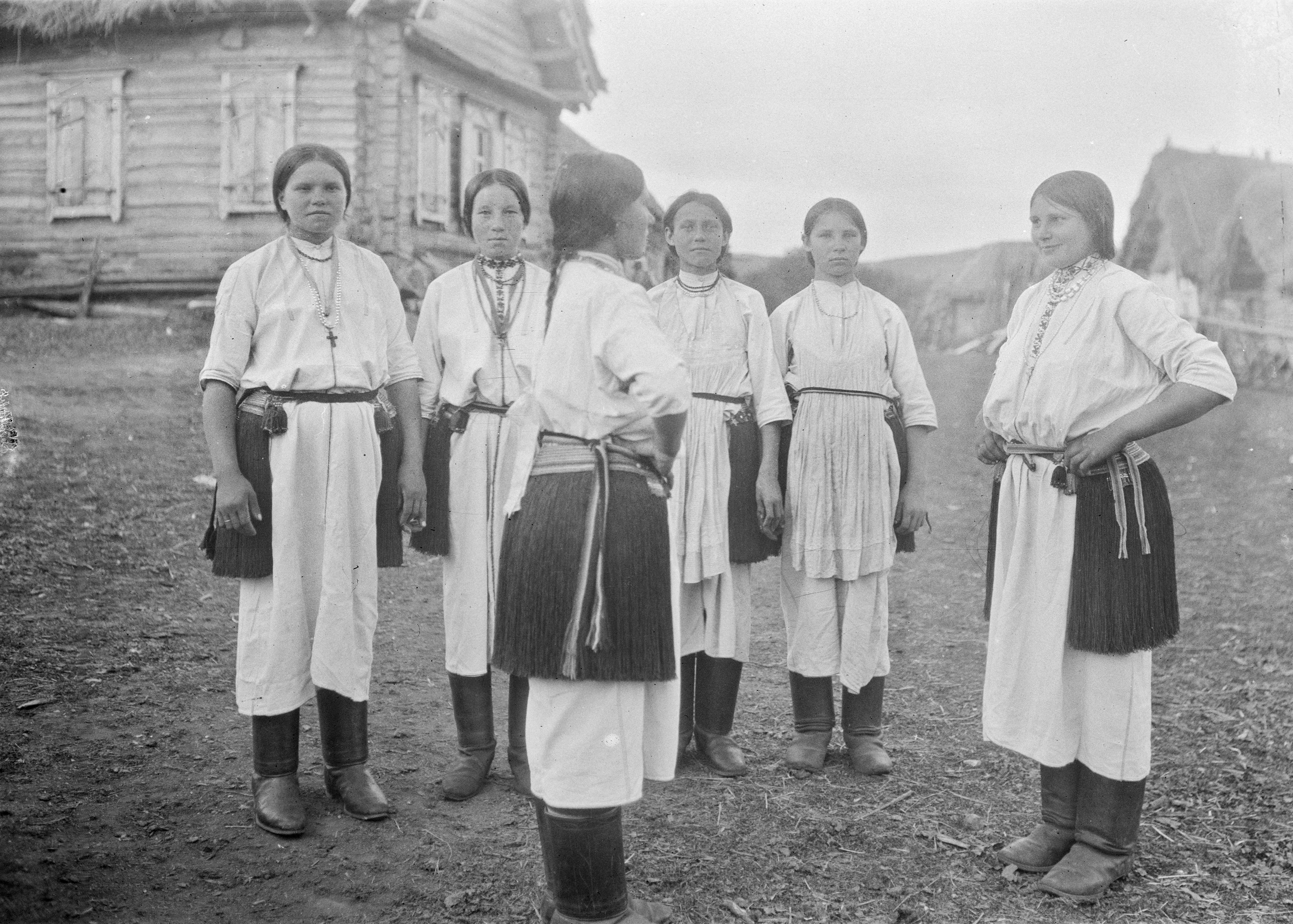
Ерзянські дівчата танцюють. Село Борискіно Бугульмінського р-ну Самарської обл. — 1914 р.
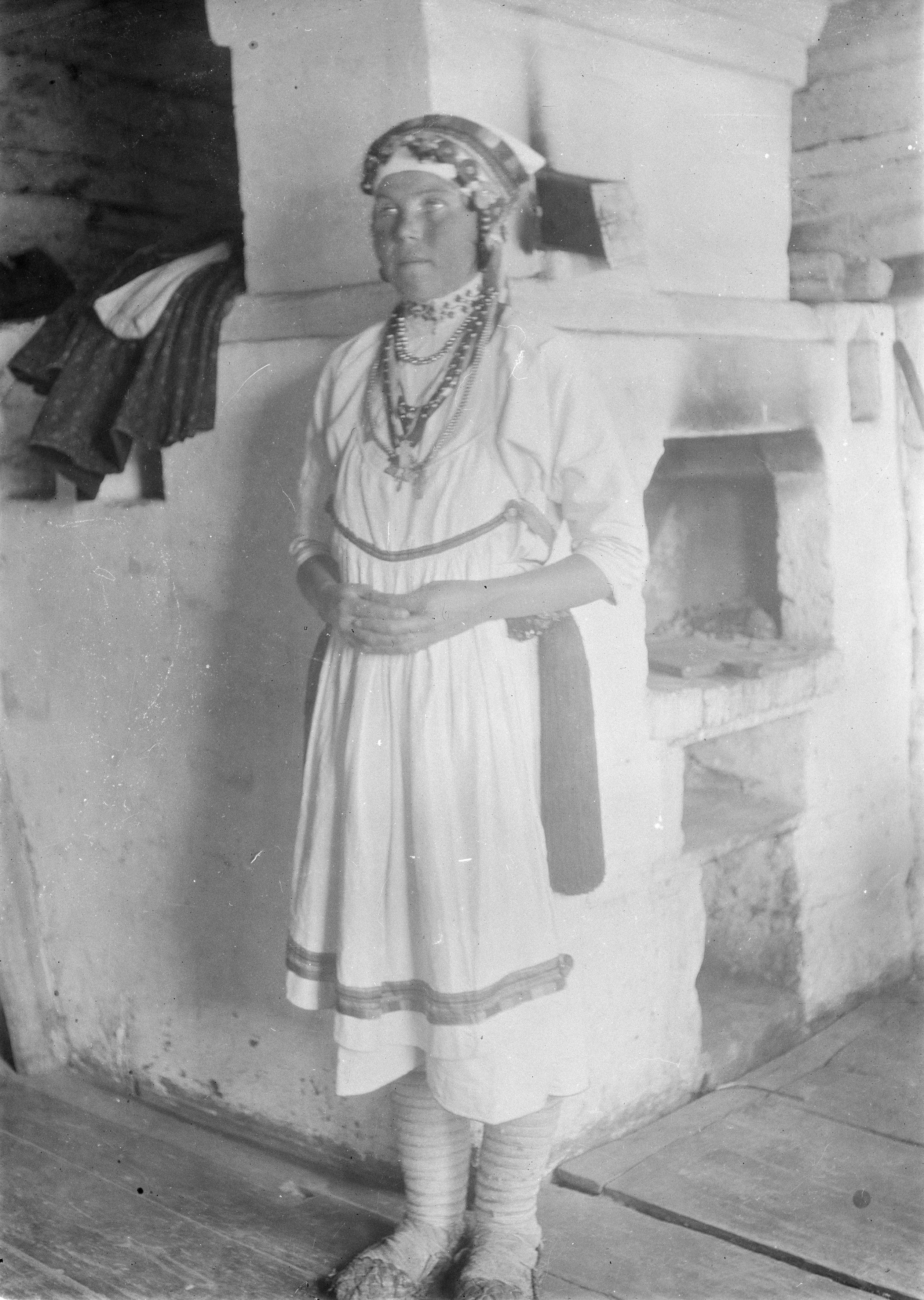
Ерзянська дівчина Яков Наста (ерз. Jakovon Nastá). Село Середньовка Бугурусланського р-ну Самарської обл. — 1914 р.